# رابین کلی
رابین کلی (به انگلیسی: Robin Kelly) نمایندهٔ حوزه انتخابیه دوم ایلی‌نوی از حزب دموکرات ایالات متحده آمریکا در مجلس نمایندگان ایالات متحده آمریکا است که برای نخستین‌بار در ۹ آوریل ۲۰۱۳ میلادی به‌عضویت این مجلس درآمد.